# Capillaria gracilis
Capillaria gracilis är en rundmaskart som först beskrevs av Bellingham 1840.  Capillaria gracilis ingår i släktet Capillaria, och familjen Capillariidae. Arten är reproducerande i Sverige.